# Jihomoravský krajský přebor 1961/1962
V soubojích 2. ročníku Jihomoravského krajského přeboru 1961/1962 (jedna ze skupin 3. fotbalové ligy) se utkalo 14 týmů každý s každým dvoukolovým systémem podzim–jaro. Tento ročník začal v srpnu 1961 a skončil v červnu 1962.

## Nové týmy v sezoně 1961/1962
- Ze II. ligy – sk. B 1960/1961 sestoupila do Jihomoravského krajského přeboru mužstva TJ Baník Ratíškovice a TJ Železárny Prostějov.
- Ze skupin I. třídy Jihomoravského kraje 1960/1961 postoupila mužstva TJ Jiskra Třebíč (vítěz skupiny A),[1] TJ Spartak ČKD Blansko (vítěz skupiny B),[1] TJ Slovan Staré Brno (vítěz skupiny C)[1] a TJ Spartak Kunovice (vítěz skupiny D).[1][2]

## Konečná tabulka
Zdroj: 
| Poř. | Tým                        | Z  | V  | R | P  | VG | OG | B  |
| ---- | -------------------------- | -- | -- | - | -- | -- | -- | -- |
| 1.   | TJ Jiskra Napajedla        | 26 | 19 | 0 | 7  | 68 | 39 | 38 |
| 2.   | TJ Baník Ratíškovice (S)   | 26 | 17 | 1 | 8  | 79 | 44 | 35 |
| 3.   | TJ Spartak Líšeň           | 26 | 15 | 3 | 8  | 51 | 28 | 33 |
| 4.   | TJ Jiskra OP Prostějov     | 26 | 13 | 6 | 7  | 46 | 30 | 32 |
| 5.   | TJ Spartak Adamov          | 26 | 13 | 3 | 10 | 50 | 52 | 29 |
| 6.   | TJ Železárny Prostějov (S) | 26 | 11 | 6 | 9  | 48 | 42 | 28 |
| 7.   | TJ Rudá hvězda Jihlava     | 26 | 10 | 5 | 11 | 62 | 60 | 25 |
| 8.   | TJ Gottwaldov Letná („B“)  | 26 | 9  | 5 | 12 | 49 | 45 | 23 |
| 9.   | TJ Spartak Kunovice (N)    | 26 | 8  | 6 | 12 | 27 | 61 | 22 |
| 10.  | TJ Spartak TOS Kuřim       | 26 | 9  | 4 | 13 | 43 | 43 | 22 |
| 11.  | TJ Spartak Jihlava         | 26 | 9  | 3 | 14 | 33 | 43 | 21 |
| 12.  | TJ Slovan Staré Brno (N)   | 26 | 9  | 3 | 14 | 32 | 65 | 21 |
| 13.  | TJ Jiskra Třebíč (N)       | 26 | 6  | 7 | 13 | 43 | 56 | 19 |
| 14.  | TJ Spartak ČKD Blansko (N) | 26 | 7  | 2 | 17 | 31 | 64 | 16 |

Poznámky:
- Z = Odehrané zápasy; V = Vítězství; R = Remízy; P = Prohry; VG = Vstřelené góly; OG = Obdržené góly; B = Body; (S) = Mužstvo sestoupivší z vyšší soutěže; (N) = Mužstvo postoupivší z nižší soutěže (nováček)

|  | Postup do II. ligy – sk. B 1962/1963                     |
|  | Sestup do skupin I. třídy Jihomoravského kraje 1962/1963 |